# Eulithis griseata
Eulithis griseata är en fjärilsart som beskrevs av Samuel E. Cassino och Louis W. Swett 1922. Eulithis griseata ingår i släktet Eulithis och familjen mätare. Inga underarter finns listade i Catalogue of Life.